# Selim Ehrenhoff
Selim Ehrenhoff, född den 5 juni 1822 i Stockholm, död den 7 november 1890 i Spezzia i Italien, var en svensk diplomat. Han var son till Johan Mathias Ehrenhoff.
Ehrenhoff var student vid Uppsala universitet och avlade kansliexamen där 1846. Han blev extra ordinarie kanslist i Lantförsvarsdepartementet samma år, svensk-norsk vicekonsul i Tanger 1851, förordnades att tills vidare förestå konsulatet där 1854 och blev generalkonsul 1856. Ehrenhoff blev ministerresident i Konstantinopel 1869 och ministre plénipotentiaire där 1879. Han beviljades avsked från ministerbefattningen 1887. Ehrenhoff blev riddare av Vasaorden 1860, kommendör (av första klassen) av samma orden 1869 och kommendör av första klassen av Nordstjärneorden 1881.